# Буванкур
Буванкур (фр. Bouvancourt) насеље је и општина у североисточној Француској у региону Шампањ-Арден, у департману Марна која припада префектури Ремс.
По подацима из 2011. године у општини је живело 200 становника, а густина насељености је износила 15,49 становника/km². Општина се простире на површини од 12,91 km². Налази се на средњој надморској висини од 220 метара.

## Демографија
| 1962. | 1968. | 1975. | 1982. | 1990. | 1999. | 2011. |
| ----- | ----- | ----- | ----- | ----- | ----- | ----- |
| 182   | 188   | 172   | 166   | 155   | 157   | 200   |

График промене броја становника у току последњих година